# Сайед Кастро, Аиша
Аиша Сайед Кастро (исп. Aisha Syed Castro, нередко просто Аиша Сайед; род. 15 сентября 1989, Сантьяго-де-лос-Трейнта-Кабальерос) — доминиканская скрипачка и альтистка.

## Биография
Отец — выходец из Пакистана. Начала интересоваться музыкой с 4-х лет. Училась в родном городе, затем в Санто-Доминго. С 6 лет играла в Детском симфоническом оркестре Доминиканской Республики, с 11-ти — в Национальном симфоническом оркестре, где дебютировала скрипичным концертом Макса Бруха. В 2001 была приглашена в Джульярдскую школу, где посещала мастер-классы Дороти Делэй и Ицхака Перлмана. В 2002 — первой из латиноамериканцев — была принята в Школу Иегуди Менухина, где занималась композицией, скрипичным и альтовым искусством (среди её педагогов — Наталья Боярская).
Живёт в Майами.

## Репертуар
В репертуаре Сайед — скрипичные и альтовые сочинения композиторов XVIII—XX вв. от Баха, Гайдна и Моцарта до Бартока, Шостаковича и Жинастеры, а также премьерные исполнения музыки современных композиторов (Ноам Шерифф, Менахем Визенберг).
В 2012 The Classical Recording Company записала диск скрипачки Pasión Latina (фортепиано — Найджел Хатчинсон; ).

## Творческое сотрудничество
Концертировала в Латинской Америке, США, Европе (Великобритания, Франция, Швейцария, Испания, Германия), Израиле, Объединенных Арабских Эмиратах. Участвовала в многочисленных музыкальных фестивалях. Выступала с Натальей Гутман, Борисом Кушниром, Юлианом Рахлиным, Итамаром Голаном, Алексеем Игудесманом, Павлом Верниковым, Максимом Венгеровым.

## Признание
Национальная художественная премия Касандра классическому исполнителю года (2009).